# Kodiakellidae
Kodiakellidae zijn  een familie van mijten. Bij de familie is één geslacht met 2 soorten ingedeeld.